# Karlheinz Schmitt
Karlheinz Schmitt (* 1970 in Rastatt) ist ein deutscher Schauspieler.

## Leben
Im Alter von 15 Jahren begann Karlheinz Schmitt in seiner Heimat Muggensturm eine Tischlerlehre, nach deren Abschluss er noch bis 1990 als Geselle weiterarbeitete und die schließlich ins Fachabitur mündete. In dieser Zeit und bis zum Beginn seiner künstlerischen Laufbahn arbeitete er überdies als Bestatter (eine traditionelle Tischlertätigkeit) und war im Einsatz als Atemschutzgeräteträger in der örtlichen Feuerwehr.
1992 begann seine vierjährige Schauspielausbildung an der Schule für Tanz und Theater, angegliedert an das SchlossTheater Rastatt, wo er anschließend Ensemblemitglied und Mitgesellschafter wurde. In dieser Zeit entstand zusammen mit Thomas Ruff das badisch-musikalische Mundartkabarett So wie mer sin, so du mer babble. In den folgenden Jahren gehörte er für zwei Jahre dem freien Theater Ensemble`95 um Lothar Trautmann an und war Gast am Theater die Insel, beides in Karlsruhe.
Es folgten Festengagements am Westdeutschen Tourneetheater Remscheid (2000–2004), in welcher Zeit ihm zweimal der Wilhelm-Michael-Mund Theaterpreis verliehen wurde, am Landestheater Tübingen (2005–2014) unter der Intendanz von Simone Sterr und am Theater Marburg (2015–2018) unter Matthias Faltz. Die Zeit zwischen den Anstellungen nutzte er für Projekte bei den Kreuzgangspielen Feuchtwangen, der Comödie Bochum, dem Theater der Altstadt in Stuttgart, dem Theaterprojekt Stuttgart 22 und dem Theaterhaus Gessnerallee Zürich.
Seit 2018 arbeitet er freischaffend, u. a. in Stuttgart am Alten Schauspielhaus und am Studiotheater sowie am Theater Lindenhof Melchingen, der WLB Esslingen und dem Theater BAAL novo.
Seit 1997 ist er auch für Film und Fernsehen tätig und spielte 2012 in dem Film Die Nonne und der Kommissar – Verflucht eine Nebenrolle.
Seit 2018 tourt er mit dem Monodram Kindereien von Raymond Cousse.